# Лудвиг III фон Райхенщайн
Лудвиг III фон Райхенщайн (на немски: Ludwig III von Reichenstein; † 1342) e господар на замък и господството Райхенщайн във Вестервалд, в Рейнланд-Пфалц, и Валпод на Нойербург.
Той е син на Лудвиг II Валподе фон дер Нойербург († сл. 1288) и съпругата му Гертруд фон Изенбург († сл. 1288), дъщеря на Салентин II фон Изенбург († сл. 1297) и Агнес фон Рункел († сл. 1297), дъщеря на Зигфрид IV фон Рункел-Вестербург († 1266) и фон Диц..
Лудвиг III фон Райхенщайн построява през 1310 – 1320 г. замък Райхенщайн до Пудербах. През 1332 г. Лудвиг III започва да живее там и веднага се нарича „валпод фон Нойербург, господар на Райхенщайн“. Господарите на Райхенщайн умират по мъжка линия през 1511/1529 г. Господството Райхенщайн след това става собственост на графовете на Вид.

## Фамилия
Лудвиг III фон Райхенщайн се жени за Анна фон Малберг († сл. 1314), дъщеря на Йохан фон Райфершайд цу Малберг, господар на Фалкенщайн († 18 септември 1302) и Катерина д' Аудун († сл. 1305). Те имат два сина:
- Лудвиг IV фон Нойербург († 1366), женен за Понцета (Бонецетлин) фон Золмс-Бургзолмс († сл. 1335)
- Дитрих, каноник в Св. Гереон в Кьолн.

Лудвиг III има извънбрачните деца
- Рорих, каноник в Ст. Гереон в Кьолн
- Фридрих, господар на Нойербург
- Лиза, канонеса в Св. Урсула в Кьолн.